# Oscar Valero Cruz
Oscar Valero Cruz (Balanga, 17 novembre 1934 – San Juan, 26 agosto 2020) è stato un arcivescovo cattolico filippino.

## Biografia
Oscar Valero Cruz nacque a Balanga, nella provincia di Bataan, una zona povera a ovest di Manila il 17 novembre 1934. Aveva tre fratelli e una sorella.

### Formazione e ministero sacerdotale
Studiò teologia presso il seminario centrale dell'Università di Santo Tomás a Sampaloc e poi conseguì il dottorato in diritto canonico presso la Pontificia Università Lateranense.
Il 10 febbraio 1962 fu ordinato presbitero. Fu il primo rettore filippino del seminario "San Carlo" di Manila dal 1973 al 1978.

### Ministero episcopale
Il 4 marzo 1976 papa Paolo VI lo nominò vescovo ausiliare di Manila e titolare di Martirano. Ricevette l'ordinazione episcopale il 3 maggio successivo nella cattedrale dell'Immacolata Concezione a Manila dall'arcivescovo Bruno Torpigliani, nunzio apostolico nelle Filippine, co-consacranti l'arcivescovo metropolita di Manila Jaime Lachica Sin e quello di Jaro Artemio Gabriel Casas.
Il 22 maggio 1978 lo stesso pontefice lo nominò arcivescovo metropolita di San Fernando.
Il 24 ottobre 1988 papa Giovanni Paolo II accettò la sua rinuncia al governo pastorale dell'arcidiocesi.
Il 15 luglio 1991 lo stesso pontefice lo nominò arcivescovo metropolita di Lingayen-Dagupan.
Monsignor Cruz partecipava spesso alle manifestazioni che chiedevano la riforma agraria e prendeva posizione su altre questioni. Era dedito a quella che chiamava una "crociata" contro il gioco d'azzardo e una volta rifiutò l'offerta di un politico locale di riparare una cattedrale danneggiata da un tifone perché credeva che il finanziamento sarebbe provenuto dal gioco d'azzardo.
Era particolarmente preoccupato per la popolarità del jueteng, un gioco d'azzardo illegale che genera milioni di dollari che finanziano molte campagne politiche nel paese. Una volta scrisse su un blog: "Il jueteng è diventato un vero e proprio cancro sociale. [...] Distrugge il valore del sudore e della fatica, fomentando l'indolenza e la dipendenza dalla fortuna".
Il 14 maggio 2008 il giudice Antonio Rosales emise nei suoi confronti un mandato di arresto e una cauzione di 10 000 pesos. Monsignor Cruz pagò la cauzione. Era stato denunciato per diffamazione dopo che aveva accusato la Philippine Amusement and Gaming Corp (PAGCOR) di utilizzare personale femminile per agire come "agenti delle relazioni con gli ospiti (GRO)" durante la celebrazione del compleanno del 2004 del primo gentiluomo Jose Miguel Arroyo. Il suo processo fu fissato per il 17 giugno.
Fu presidente della Federazione delle conferenze episcopali dell'Asia dal 1993 al 2000 e presidente della Conferenza dei vescovi cattolici delle Filippine dal 1995 al 1999.
L'8 settembre 2009 papa Benedetto XVI accettò la sua rinuncia al governo pastorale dell'arcidiocesi per raggiunti limiti di età.
Pubblicò diversi libri tra i quali CBCP Guidelines on Sexual Abuse and Misconduct: A Critique e Call of the Laity.
Morì al Cardinal Santos Medical Center di San Juan alle 5 del 26 agosto 2020 all'età di 85 anni per insufficienza multiorgano da COVID-19. Le esequie si tennero il 28 agosto nella cattedrale di San Giovanni a Dagupan e furono presiedute da monsignor Socrates Buenaventura Villegas, arcivescovo metropolita di Lingayen-Dagupan. Al termine del rito la salma fu cremata e le ceneri sepolte nella stessa cattedrale.

## Genealogia episcopale
La genealogia episcopale è:
- Cardinale Scipione Rebiba
- Cardinale Giulio Antonio Santori
- Cardinale Girolamo Bernerio, O.P.
- Arcivescovo Galeazzo Sanvitale
- Cardinale Ludovico Ludovisi
- Cardinale Luigi Caetani
- Cardinale Ulderico Carpegna
- Cardinale Paluzzo Paluzzi Altieri degli Albertoni
- Papa Benedetto XIII
- Papa Benedetto XIV
- Papa Clemente XIII
- Cardinale Marcantonio Colonna
- Cardinale Giacinto Sigismondo Gerdil, B.
- Cardinale Giulio Maria della Somaglia
- Cardinale Carlo Odescalchi, S.I.
- Cardinale Costantino Patrizi Naro
- Cardinale Lucido Maria Parocchi
- Papa Pio X
- Cardinale Gaetano De Lai
- Cardinale Raffaele Carlo Rossi, O.C.D.
- Cardinale Amleto Giovanni Cicognani
- Arcivescovo Bruno Torpigliani
- Arcivescovo Oscar Valero Cruz